# Epicoma isabella
Epicoma isabella är en fjärilsart som beskrevs av White 1841. Epicoma isabella ingår i släktet Epicoma och familjen tandspinnare. Inga underarter finns listade i Catalogue of Life.